# Emil von Sperber
Emil Sperber, seit 1869 von Sperber (* 25. Juni 1815 in Gerskullen; † 10. April 1880 in Kleszowen) war ein Rittergutsbesitzer und Reichstagsabgeordneter.

## Leben

### Herkunft
Emil war ein Sohn des Gutsbesitzers und Landrats des Kreises Ragnit Benjamin Sperber (1763–1824) und dessen Ehefrau Julianne Schlick (1786–1861). Gemeinsam mit seinen Brüdern Eugen (1808–1879) und Julius (1811–1895) war er am 16. Januar 1869 durch König Wilhelm I. in den erblichen preußischen Adelsstand erhoben worden.

### Karriere
Sperber war Rittergutsbesitzer auf Kleszowen in Ostpreußen. Von 1871 bis 1874 war er Mitglied des Deutschen Reichstags für die Konservative Partei für den Reichstagswahlkreis Regierungsbezirk Gumbinnen 4.

### Familie
Sperber hatte sich am 8. Juni 1840 in Anballgarden mit Emma Stabenow (1819–1891) verheiratet. Aus der Ehe gingen folgende Kinder hervor:
- Helene (1842) ⚭ 1866 Philipp von Bujak († 3. Februar 1892), Herr auf Ramberg
- Jenny (1844–1878) ⚭ 1872 Eugen von Oetinger (1826–1915), preußischer Generalleutnant
- Viktor (1848–1903), Rittergutsbesitzer und Mitglied des Deutschen Reichstags
- Luina (1851–1881) ⚭ 1880 Alexander von Dreßler (* 15. August 1842)[2], Herr auf Willkischken